# Closed-Loop-Marketing
Als Closed-Loop-Marketing (engl. „Marketing im geschlossenen Kreislauf“) bezeichnet man eine Form des Beziehungsmarketings, die durch einen geschlossenen Regelkreis operativer und analytischer Mittel des Customer-Relationship-Managements (CRM) zum einen dem handelnden Unternehmen einen strategischen Mehrwert verschaffen und zum anderen den Kunden nachhaltig binden soll.

Schematische Darstellung des Closed-Loop-Marketings

Das System des Closed-Loop-Marketings verbindet das operative mit dem analytischen CRM. Dazu sammeln Unternehmensbereiche mit Kundenkontakt wie Direkt- oder Telefonmarketing, Vertrieb und Service zunächst durch unterschiedliche Kommunikationskanäle wie Außendienst, Post, Internet, E-Mail oder Call-Center Informationen über vorhandene oder potenzielle Kunden. Diese im operativen Bereich gewonnenen Daten werden im analytischen CRM ausgewertet, um die Reaktionen des Kunden und dessen Bedürfnisse zu verstehen. Die daraus abgeleiteten Erkenntnisse dienen in mehreren Unternehmensbereichen wie z. B. Produktentwicklung oder -management zur Kontrolle bzw. Korrektur. Diese praktisch umgesetzten Einsichten werden erneut in die operativen Verfahren eingespeist, womit sich der Regelkreis schließt. Das operative CRM profitiert in diesem Zyklus, da es die Kunden immer gezielter ansprechen und die Kundenbindung intensivieren kann. Das analytische Management verfügt über ständig aktualisierte, genau spezifizierte Kundendaten.
Praktische Anwendungen für Closed-Loop-Marketing sind z. B. im Service-Bereich eine Hotline, die technischen Kundendienst leistet und danach den Kunden nach seiner Zufriedenheit befragt, oder im After-Sales-Management ein Produkt, dem eine Postkarte als Response-Element beiliegt. Diese können in Einzelfällen auch direkt zum Vertrieb durch Up- oder Cross-Selling genutzt werden. Im Investitionsgütermarketing können die gesammelten Informationen auch zu gezielten Retrofit-Angebot dienen, um z. B. den Kunden mit Maschinen eines bestimmten Baujahres Nachrüstsätze anzubieten.
Auch im  Internet werden Closed-Loop-Systeme verwendet. Dazu nutzen Internetseiten in den Bereichen B2C (Verkaufsportale, Online-Marketing) und C2C (Internetauktionen) Verfahren, das gesamte Verhalten eines Seitenbesuchers zu analysieren – einschließlich seiner Browsing-Aktionen – und ihm mit einer Recommendation Engine gezielte Angebote zu unterbreiten, die mit hoher Wahrscheinlichkeit seiner Nachfrage entsprechen, z. B. Kombinationen mit anderen Produkten (Cross-Selling) oder vergleichbare Waren in einem anderen Segment (Upselling), vor allem Produkte in einem höheren Preissegment.
Durch derartige Data-Mining-Funktionen hinterlassen neben den Käufern auch Surfer, die keine Verkäufe abschließen, Daten, die zusätzliche Informationen für das analytische Management liefern. So lässt dies Verfahren Rückschlüsse u. a. auf den Marketing-Mix und die Verkaufsförderung von Produkten zu.